# 野村文英
野村 文英（のむら ふみひで、1934年4月13日 - 2011年3月24日）は、日本の実業家。野村財閥を一代で築き上げた2代目野村徳七の孫で、野村家当主だった。野村殖産社長、野村ホールディングス取締役、太洋物産監査役。財団法人野村文華財団理事長。

## 略歴
- 1957年3月、慶應義塾大学卒業。
- 1957年4月、現野村證券入社。
- 1976年12月、同社取締役。
- 1979年12月、同社常務取締役。
- 1982年12月、同社監査役、太洋物産監査役。
- 2003年6月、同社監査役退任。
- 2003年6月、同社取締役兼野村殖産取締役社長。
- 2011年3月24日、肺炎のため死去。76歳没[1]。